# Фрид, Оскар
О́скар Фрид (нем. Oskar Fried;  10 августа 1871, Берлин — 5 июля 1941, Москва) — немецкий симфонический дирижёр и композитор. Как дирижёр считал себя учеником Густава Малера и был одним из первых пропагандистов творчества Малера-композитора, в том числе и в СССР, где провёл последние годы своей жизни.

## Биография

### Детство, отрочество, юность
Оскар Фрид родился на окраине Берлина в еврейской семье мелкого лавочника Жерома Фрида; хотя родители профессиональными музыкантами не были, музыка в их доме, по словам Фрида, всегда занимала почётное место. Первым профессиональным музыкантом в семье и первым наставником Оскара стал его старший брат — скрипач, учившийся у Йозефа Иоахима.
Перед знаменитым музыкантом довелось играть и самому Фриду, Иоахим советовал 6-летнему скрипачу серьёзно заняться музыкой, но обстоятельства этому не благоприятствовали: Оскар едва дошёл до 4-го класса, когда пошатнувшиеся дела отца заставили его покинуть гимназию. «В то время, — вспоминал Фрид, — в Германии существовали маленькие частные предприятия, в которых на манер ремесленных мастерских детей обучали игре на различных оркестровых инструментах, чтобы затем нещадно эксплуатировать. В одно из таких заведений отдали меня… Восьмилетние ребята, отданные на обучение моему хозяину, не знали детства». В обязанности учеников входило и выполнение чёрной работы по дому; после многих часов музыкальной муштры оркестрик иногда ночи напролёт играл на свадьбах и пирушках. В конце концов ученики не вынесли издевательств и однажды до смерти избили своего хозяина, — Фрид оказался в исправительной колонии для малолетних преступников.
Такое детство не могло не наложить свой отпечаток на его характер. «Он был несомненным мизантропом, — вспоминал хорошо знавший Фрида Николай Аносов, — трудно сближался с людьми, был недоверчив к ним. Но уж если считал человека хорошим, то становился к нему крайне внимателен, мил и отзывчив».
Выйдя из колонии, Фрид с трудом нашёл себе работу — в бродячем цирке, где он был дрессировщиком собак, клоуном-акробатом, но и валторнистом в оркестре.

### Начало музыкальной деятельности
Разорвав отношения со своей семьёй, Фрид в 1889 году поселился во Франкфурте, где нашёл себе место в оркестре небольшой оперной труппы, с которой много гастролировал по Германии. Он вспоминал, как в Веймаре, где жил в то время Ференц Лист, двенадцать артистов оркестра, боготворивших композитора, собрались однажды вечером возле его дома и сыграли ему серенаду: «Великий старец вышел растроганный и благословил нас на дальнейшее служение искусству». Лист всегда оставался одним из наиболее близких Фриду композиторов.
Во время гастролей оркестра в одном из курортных городов при неординарных обстоятельствах решилась его судьба. Заболел дирижёр, единственный в труппе, спектакль (а это была опера К. М. Вебера «Вольный стрелок») приходилось отменять, и за предложение самонадеянного Фрида продирижировать оперой антрепренёр ухватился как за единственный шанс избежать возвращения денег публике. Но дирижёрский дебют Фрида оказался успешным. Накануне спектакля у него произошла крупная ссора с соседом, которому его домашние занятия на валторне мешали работать, и, поскольку Фрид не отличался изяществом манер, ни к какому соглашению они не пришли. Соседом оказался известный композитор Энгельберт Хумпердинк; он был на спектакле, и природная одарённость Фрида, имевшего в то время весьма скромное музыкальное образование, произвела впечатление на композитора, — Хумпердинк изъявил готовность заняться с ним теоретическими дисциплинами.
Занимаясь с Хумпердинком (не только теорией музыки, но и композицией), а затем с Филиппом Шарвенкой (контрапунктом), Фрид мыслил себя композитором; в 90-е годы именно сочинительство было главным его занятием, зарабатывал он в то время чем придётся. В 1894 году он переселился из Франкфурта в Дюссельдорф, где изучал историю искусств и пользовался покровительством музикдиректора Юлиуса Бутса. Однако и в Дюссельдорфе Фрид надолго не задержался и вскоре оказался в Мюнхене, в то время культурной столице Германии, где сблизился с литераторами Франком Ведекиндом, Кнутом Гамсуном и Отто Юлиусом Бирбаумом. Здесь же он познакомился со знаменитым дирижёром Германом Леви, который благосклонно отнёсся к начинающему композитору и заказал ему оперу на либретто Бирбаума «Одураченная принцесса» (нем. Die vernarrte Prinzeß). Но опера, написанная в 1895 году, так никогда и не была исполнена.
Проведя три года в Мюнхене и недолгое время в Париже, Фрид в 1898 году вернулся в Берлин, где сотрудничал с Штерновским певческим союзом. В 1899 году он женился на Густи Ратгебер (бывшей жене Бирбаума), родившей ему двух дочерей. От Ксавера Шарвенки Фрид впервые услышал о Густаве Малере; в то время музыка Малера редко звучала в концертах, однако в 1903 году Фрид сочинил кантату «Вакхическая песнь» (нем. Das trunkene Lied) на тот же текст из «Заратустры» Ф. Ницше, который Малер использовал в своей Третьей симфонии, написанной ещё в 1896-м. В 1904 году известный дирижёр Карл Мук, в то время первый капельмейстер Королевской придворной оперы в Берлине, в одном из концертов исполнил «Вакхическую песнь», — успешная премьера принесла молодому композитору известность, а само сочинение стало неожиданно популярным. В полифоническом стиле этой «романтической фантазии для хора и оркестра» критики отмечали влияние И. С. Баха, а в оркестровке — влияние Р. Вагнера.

### Дирижёрская карьера
Успех Фрида-композитора способствовал его дирижёрской карьере: осенью 1904 года, несмотря на небогатый опыт, он сменил Фридриха Гернсгейма на посту дирижёра Певческого союза; начало его деятельности положило триумфальное исполнение фактически неизвестной в Берлине оратории Листа «Святая Елизавета». В марте 1905 года Фрид был приглашён Францем Шальком в Вену дирижировать своей «Вакхической песнью». Накануне генеральной репетиции состоялось его знакомство с Малером, — знакомство, быстро переросшее в дружбу и определившее его дальнейшую судьбу. «Меня встретил, — вспоминал Фрид, — небольшой, худощавый человек в очках, с живыми манерами и беспорядочной причёской. Ничто не привлекало в нём, кроме лица — лица аскета с громадным лбом и горящими глазами. Это были совершенно необыкновенные глаза, которые проникали прямо в душу и всех подчиняли своей воле». Фрида, для которого дирижирование всё ещё оставалось побочным занятием, Малер удивил замечанием, что из него выйдет хороший дирижёр; удивил, поскольку за дирижёрским пультом он Фрида ещё не видел. «Я чувствую своих людей сразу», — объяснил Малер.
Фрид стал старшим среди учеников Малера-дирижёра и одним из первых поклонников Малера-композитора. С венского дебюта началась его блестящая дирижёрская карьера, при прямом участии Малера, передоверившего ему исполнение своей Второй симфонии в Берлине. По свидетельству Отто Клемперера, берлинская премьера прошла с «беспримерным успехом»; Малер в одном из писем Альме охарактеризовал Фрида как «оригинального, странного клиента», выразив при этом уверенность в его большом будущем.
До 1910 года он был дирижёром Штерновского певческого союза, сотрудничал с различными берлинскими оркестрами, но отдавал предпочтение гастрольной деятельности. В 1905—1910 годах Фрид ежегодно гастролировал и в России; именно в его исполнении российская публика впервые услышала музыку Малера: 28 октября 1906 года в Большом зале Санкт-Петербургской консерватории он дирижировал Второй симфонией своего учителя. Теперь уже дирижирование было его главным занятием, хотя время от времени появлялись и новые сочинения; так, в 1912 году он написал музыкальную драму «Эмигранты» (нем. Die Auswanderer) на стихи Эмиля Верхарна в переводе Стефана Цвейга.
После Октябрьской революции Фрид стал первым иностранным дирижёром, посетившим с гастролями Советскую Россию — прорвавшим пятилетнюю культурную блокаду. О своих первых послевоенных гастролях, в 1922 году, Фрид  вспоминал: «Я был поражён, с каким рвением, соединенным с любовью к их инструментам, музыканты приступили к работе. В течение нескольких часов было достигнуто больше, чем на многих репетициях с хорошими оркестрами на Западе».
Активная гастрольная деятельность принесла Фриду широкую известность; первую монографию о нём написал ещё в 1907 году авторитетный музыковед Пауль Беккер; вторая, принадлежащая не менее известному музыковеду Паулю Штефану, вышла в свет в 1911 году; Хуго фон Лайхтентритт посвятил Фриду главу в своей книге о современных музыкантах. На протяжении многих лет он выступал с лучшими оркестрами Европы и Соединённых Штатов; когда, после прихода нацистов к власти, Фриду, как еврею, пришлось покинуть Германию, известность позволяла ему эмигрировать в любую страну, но он выбрал Советский Союз.
В СССР Фрид начинал работать в Тбилиси, затем поселился в Москве и некоторое время руководил Большим симфоническим оркестром Всесоюзного радиокомитета, с которым продолжал сотрудничать и в последние годы, как и с Государственным симфоническим оркестром СССР; при этом он много гастролировал по стране, пропагандируя в том числе и современную академическую музыку.
Умер Оскар Фрид в Москве, 5 июля 1941 года, как сообщала газета «Советское искусство», «после продолжительной тяжёлой болезни».

## Творчество
«…Во всём характере этого человека, — писал Николай Аносов, — и даже в его внешнем облике были черты, связывающие его с немецким романтизмом, с движением «Штурм унд дранг», с некоторыми персонажами Теодора Амадея Гофмана. В нем было что-то от Коппелиуса или Миракля. Это сказывалось и в его трактовке музыки, и в его дирижерской технике. Черты сатанинского волшебства были присущи его искусству и всему его облику во время дирижирования. Те, кто имел возможность слышать его не только на концертах, но и во время репетиционной работы, хорошо ощущали это».
Как дирижёр Оскар Фрид освоил необычайно широкий репертуар; любовь к классикам и романтикам не мешала ему откликаться на всё новое и оригинальное в симфонической музыке, помимо Малера, пропагандировать творчество Ф. Бузони, А. Шёнберга, И. Стравинского, Я. Сибелиуса, Ф. Дилиуса; во многих странах именно под его управлением состоялись премьеры ряда сочинений Р. Штрауса и А. Скрябина, К. Дебюсси и М. Равеля.
Совершенно особое отношение было у Фрида к Малеру. Прежде всего к Малеру-дирижёру: «поддавшись силе артистического обаяния великого музыканта», как писал впоследствии сам Фрид, он стал часто гостить в Вене, чтобы присутствовать не только на всех концертах и оперных постановках Малера, но, по возможности, и на репетициях. «Я знал, — вспоминал он, — многих знаменитых дирижеров, но ни один из них не мог сравниться с Малером в его способности чувствовать стиль исполняемого произведения, читать между строк замысел композитора и передавать его оркестру. […] На его репетициях я учился понимать музыку, то, что скрыто за нотными знаками, за оркестровыми тембрами, учился понимать душу произведения». В дирижёрском стиле самого Фрида, в интерпретации сочинений романтиков, прежде всего Ф. Листа и Г. Берлиоза, специалисты отмечают малеровские черты: железную волю, пронизывающую всё исполнение, властно подчиняющую себе как оркестр, так и слушателей, неистовый темперамент.
К моменту их знакомства величие Малера-дирижёра было уже общепризнано; совершенно иначе обстояло дело с его музыкой, — Фрид стал одним из тех преданных поклонников-дирижёров, которые на протяжении десятилетий пропагандировали музыку Малера, пока не пришло, по словам Леонарда Бернстайна, «его время». В репертуаре Фрида сочинения учителя всегда занимали важное место, а осенью 1920 года он провел в Вене цикл концертов, в которых прозвучали восемь симфоний, «Песнь о земле», три вокальных цикла и даже сейчас редко исполняемая ранняя кантата «Жалобная песня». Наконец, Фрид стал первым дирижёром, который отважился записать музыку Малера на пластинки: в 1923 году он записал на фирме «Polydor» Вторую симфонию.
Но, по сравнению с другими знаменитыми учениками Малера-дирижёра — Бруно Вальтером и Отто Клемперером, — Фрид умер слишком рано, чтобы оставить вполне доброкачественные в техническом отношении записи; к тому же, переселившись в СССР, он выпал из поля зрения европейской музыкальной общественности. Он оказался в тени, лишь недавно интерес к его творчеству возродился, и в 2005—2007 годах американская фирма «Music & Arts» выпустила три компакт-диска с его записями под названием «Оскар Фрид — забытый дирижёр».